# Щеврик короткодзьобий
Ще́врик короткодзьобий (Anthus furcatus) — вид горобцеподібних птахів родини плискових (Motacillidae). Мешкає в Південній Америці. Пунанський щеврик раніше вважався підвидом короткодзьобого щеврика.

## Поширення і екологія
Короткодзьобі щеврики мешкають в Аргентині, Бразилії, Парагваї та Уругваї. Вони живуть на високогірних луках.